# E. H. Calvert
E. H. Calvert (27 de junio de 1863 – 5 de octubre de 1941) fue un actor y director cinematográfico de nacionalidad estadounidense, activo en la época del cine mudo. 

## Biografía
Nacido en Alexandria, Virginia, su nombre completo era Elisha Helm Calvert. Debutó en el cine en 1912, actuando para la productora Essanay Studios, empresa con la que todos sus primeros filmes, muchos de ellos trabajando junto a la actriz Lily Branscombe.
Se inició como director en 1914, siempre con Essanay. Su primera cinta, The Showman, en la cual también fue productor, tenía como protagonista a Rod La Rocque. Entre los actores que trabajaron con él figuran Francis X. Bushman y Wallace Beery, además de su esposa, la actriz Lillian Drew (1883-1924). Hasta 1917, Calvert dirigió para Essanay un total de 61 producciones.
Tras una pausa de cuatro años, volvió a dirigir, en esta ocasión para la compañía Gaumont Film Company. La última cinta dirigida por él fue The City of Youth, rodada en 1928 en el Reino Unido. Sin embargo, continuó con su carrera de actor hasta el año 1939. Tomó parte en 180 producciones, entre comedias, cintas de misterio, cine negro, dramas, western e historias románticas. También actuó, entre otras películas, en una cinta de los Hermanos Marx, Plumas de caballo.
E. H. Calvert, que falleció en Hollywood, California, en 1941, había sido además un veterano de la Guerra hispano-estadounidense, durante la cual sirvió en Cuba, y formó parte del Adventurers Club of New York.

## Filmografía

### Actor
- The Voice of Conscience, de Theodore Wharton (1912)
- Back to the Old Farm (1912)
- Billy McGrath's Love Letters (1912)
- The Love Test (1912)
- The Adventure of the Button (1912)
- A Little Louder, Please! (1912)
- Ghosts (1912)
- The Redemption of Slivers (1912)
- Terrible Teddy (1912)
- Not on the Circus Program (1912)
- The Grassville Girls (1912)
- The Snare, de Theodore Wharton (1912)
- Bringing Father Around (1912)
- The Fisherman's Luck (1912)
- A Money? (1912)
- Alimony (1912)
- From the Submerged, de Theodore Wharton (1912)
- The House of Pride, de Jack Conway (1912)
- Mr. Up's Trip Tripped Up (1912)
- Billy McGrath's Art Career (1912)
- The Stain (1912)
- The Shadow of the Cross (1912)
- Giuseppe's Good Fortune (1912)
- Love Through a Lens (1912)
- Bill Mixes with His Relations (1912)
- Seeing Is Believing (1913)
- The Heiress (1913)
- Here's Your Hat (1913)
- The Girl at the Brook (1913)
- The Road of Transgression (1913)
- What George Did (1913)
- The Melburn Confession (1913)
- Hypnotism in Hicksville (1913)
- Odd Knotts (1913)
- The Girl in the Case (1913)
- Identical Identities (1913)
- The Misjudging of Mr. Hubby (1913)
- The Hero Coward, de Theodore Wharton (1913)
- The Price of Gold, de Arthur Mackley (1913)
- The Little Mother (1913)
- The Unknown (1913)
- The Rival Salesmen (1913)
- A Woman's Way (1913)
- Into the North, de Theodore Wharton (1913)
- The Final Judgment, de Archer MacMackin (1913)
- The Mysterious Stranger (1913)
- The World Above (1913)
- Broken Threads United (1913)
- A Matter of Dress (1913)
- The Showman, de E. H. Calvert (1914)
- Hear No Evil (1914)
- Pierre of the North (1914)
- The Profligate (1915)
- The Dance at Aleck Fontaine's, de Henry Oyen (1915)
- A Romance of the Night (1915)
- The Clutch of Circumstance, de E. H. Calvert (1915)
- His Moral Code, de E. H. Calvert (1916)
- The Talker, de Alfred E. Green  (1925)
- The Greene Murder Case, de Frank Tuttle (1929)
- The Oregon Trail, de Scott Pembroke (1936)

### Director
- The Showman (1914)
- The Hour and the Man (1914)
- The Grip of Circumstance (1914)
- The Other Girl (1914)
- In the Moon's Ray (1914)
- Blood Will Tell (1914)
- One Wonderful Night (1914)
- The Masked Wrestler (1914)
- Two Men Who Waited (1914)
- Under Royal Patronage (1914)
- The Plum Tree (1914)
- Sparks of Fate	(1914)
- A Splendid Dishonor (1914)
- In the Glare of the Lights (1914)
- The Unplanned Elopement (1914)
- His Dearest Foes (1914)
- The Wood Nymph (1915)
- The Reaping (1915)
- Means and Morals (1915)
- The Slim Princess (1915)
- The Clutch of Circumstance (1915)
- Mind Over Motor (1915)
- The Man Trail (1915)
- Money to Burn (1916)
- His Moral Code (1916)
- The Wifeless Husband (1917)
- Meddling with Marriage (1917)
- Roses in the Dust (1921)
- Branded (1921)
- Silent Evidence (1922)
- The City of Youth (1928)